# Liste des comtes de Pardiac
Le comté de Pardiac est une partie du comté d'Astarac, comprenant le pays de Rivière-Basse, qui fut donné en apanage par le comte Arnaud II d'Astarac à son fils cadet Bernard Ier. Il passa ensuite dans les familles de Montlezun, puis d'Armagnac.

## Lignée d'Astarac
1023-???? : Bernard Ier Pelagos, comte de Pardiac, fils d'Arnaud II, comte d'Astarac
marié à Biverne
????-1083 Arnaud III, fils du précédent
1083-1124 Bernard II, fils du précédent
1124-1171 Oger Ier, fils du précédent
1171-1205 Oger II, fils du précédent
1205-1237 Guillaume Ier, fils du précédent
1237-1265 Bohémond Ier, fils du précédent
1265-1312 Marie, fille du précédent
mariée à Oger III, vicomte de Montlezun

## Lignée de Montlezun
????-1307 Oger III de Montlezun
marié à Marie de Pardiac
1312-1337 Arnaud-Guilhem II, fils du précédent
1337-1358 Arnaud-Guilhem III, fils du précédent
marié à Géraude de Biran, fille héritière d'Odon de Biran
1358-1368 Arnaud-Guilhem IV, fils du précédent
1) marié à Comtesse de Durfort (sans postérité)
2) marié à Éléonore de Peralta, navarraise
3) marié à Mabille d'Albret, fille d'Amanieu d'Albret, seigneur de Verteuil (sans postérité)
1368-1391 Jean Ier, fils du précédent et d'Eléonore de Peralta
non marié
1391-1401 Anne, soeur du précédent
mariée à Géraud IV, vicomte de Fézensaguet.

## Lignée d'Armagnac
1391-1401 : Géraud d'Armagnac († 1402), vicomte de Fésenzaguet
marié à Anne de Montlezun, fille d'Arnaud Guillaume IV et d'Eléonore de Peralta.
1401-1402 : Jean d'Armagnac († 1402), vicomte de Fésenzaguet, comte de Pardiac, fils des précédents
marié à Marguerite (1363 † 1443), comtesse de Comminges (sans postérité)
1402-1418 : Bernard VII d'Armagnac (1360 † 1418), comte d'Armagnac, cousin du précédent
marié à Bonne de Berry, fille de Jean de France duc de Berry et de Jeanne d'Armagnac.
1418-1462 : Bernard VIII (1400 † 1462), comte de Pardiac, de la Marche et de Castres, duc de Nemours, fils du précédent
marié en 1429 à Éleonore de Bourbon (1412 † ap.1464), duchesse de Nemours et comtesse de la Marche, fille de Jacques II de Bourbon, roi consort de Naples, comte de la Marche et de Castres, et de Béatrice d'Evreux, duchesse de Nemours
1462-1477 : Jacques (1433 † 1477), comte de Pardiac, de la Marche, de Castres et duc de Nemours, fils du précédent.
mariée en 1462 à Louise d'Anjou (1445 † 1477), fille de Charles IV d'Anjou, comte du Maine et d'Isabelle de Luxembourg
En 1477, Jacques d'Armagnac est jugé pour trahison et exécuté. Ses biens sont confisqués, mais le roi Charles VIII rend Pardiac et Nemours à son fils, Jean d'Armagnac, en 1484
1484-1500 : Jean d'Armagnac (1467 † 1500), comte de Pardiac et duc de Nemours, fils de Jacques et de Louise d'Anjou
1500-1503 : Louis d'Armagnac (1472 † 1503), comte de Pardiac, de Guise et duc de Nemours, second fils de Jacques et de Louise d'Anjou
1503-1504 : Charlotte d'Armagnac († 1504), fille de Jacques et de Louise d'Anjou
mariée à Charles de Rohan-Gié († 1528), seigneur de Gié (sans postérité)
À sa mort, Pardiac revient à la Couronne.